# RR-460
A RR-460, até hoje conhecida por Vicinal 26 (popularmente Transbananeira, ou Rodovia da Banana), é uma rodovia estadual de Roraima, interligando a cidade de São João da Baliza à vila de Nova Colina, município de Rorainópolis.
Com 78,5 quilômetros de extensão, encurta a distância entre a BR-210 e BR-174 em cerca de 70 km, aproximando uma grande região agropecuária roraimense de seu maior importador, a cidade de Manaus, no Amazonas.
Entre os produtos transportados na via destaca-se a banana, que lhe empresta o apelido. Além dessa cultura são exportados por aqui também melancia, azeite de dendê, laranja, dentre outros.
Atualmente encontram-se pavimentados apenas 7,7 km da estrada, que apresenta mau estado de conservação em vários pontos.
Era dividida em três estradas municipais, sendo a principal denominação SJA-050; no entanto, a estrada foi recentemente estadualizada, recebendo o nome de RR-460.